# Hoeven (België)
Hoeven is een gehucht in de Belgische provincie Limburg. Het ligt in het zuiden van de gemeente Overpelt en telt ongeveer 1.500 inwoners.

## Geschiedenis
Hoeven heeft zijn naam ontleend aan de 3 hoven die vroeger op het gebied stonden: de Panhof, de Kleine Hof en de Grote Hof. Hoeven was sinds 1141 een ontginningsgebied van de Abdij van Floreffe, van waaruit deze hoeven gesticht zijn. Hoeven bestaat daardoor op zichzelf opnieuw uit 3 gehuchten: de Achterste Hoeven (waar de Kleine Hof staat), de Voorste Hoeven (waar de Grote Hof staat) en Hei, waar de Panhof staat.
Vanaf de 16e eeuw werden de hoeven verpacht, en in 1797 werd het abdijbezit verkocht. De hoeven werden meermalen verbouwd, zodat ze tegenwoordig voornamelijk uit begin 19e eeuw stammen. Ook de nabijgelegen Kleine Molen, die zich op de Dommel bevindt, was vanaf 1259 eigendom van deze Abdij.
Omdat in 1902 maar één priester was aangeduid voor de gehuchten Lindel en Hoeven, werd een nieuwe kerk gebouwd in Lindel en vormden Lindel en Hoeven sindsdien één parochie: Lindelhoeven.
Hoeven vormde niettemin een zelfstandig gehucht, waar in 1956 een kleuterklas en in 1957 een lagere school werd opgericht. In 1989 werden deze onderwijsinstellingen opgeheven.

## Verenigingsleven
Elke 3 jaar vindt een buurtfeest plaats, waar ongeveer 400 mensen samenkomen: het Hoeverheidefist.